# Slaget i Mogadishu (1993)
 For alternative betydninger, se Slaget i Mogadishu. (Se også artikler, som begynder med Slaget i Mogadishu)
Slaget i Mogadishu (somali: Ma-alinti Rangers – Rangernes Dag), var et slag der var en del af Operation Gothic Serpent, og blev udkæmpet 3. og 4. oktober 1993 i Mogadishu i Somalia. Slaget stod mellem amerikanske tropper støttet af FN soldater fra UNOSOM II styrken og somaliske militser der var ledet af krigsherren Mohamed Farrah Aidid. Slaget kaldes også for det Første slag i Mogadishu for at adskille det fra de senere slag i 2006 og 2007.
Task Force Ranger, der bestod af en angrebsstyrke sammensat af Delta Force, 4 Navy SEALs og Army Rangers, støttet af et luftelement fra 160th Special Operations Aviation Regiment, udførte en operation i Mogadishu for at fange ledere af Aidids milits.
Angrebsstyrken bestod af nitten helikoptere, tolv køretøjer og 160 mand. Under operationen blev to af amerikanernes UH-60 Black Hawk helikoptere skudt ned af RPG-raketter, og tre andre blev beskadiget. Nogle af de sårede fra helikopterne blev evakueret tilbage til amerikanernes base i Mogadishus lufthavn. Andre blev afskåret ved de ødelagte helikoptere og kunne ikke komme tilbage. Et større slag i byen foregik igennem natten. Tidligt næste morgen blev en indsatsstyrke af pakistanske, malaysiske og amerikanske soldater sendt ind i byen for at redde de fastlåste tropper. Med omkring 100 køretøjer, inklusive pakistanske kampvogne og malaysiske pansrede mandskabsvogne nåede styrken den første nedstyrtede helikopter. Soldaterne ved den anden nedstyrtede helikopter var blevet løbet over ende, og den eneste overlevende amerikaner, piloten Mike Durant, var taget til fange, men blev senere frigivet.
Somaliske tabstal er ukendte, men amerikanerne anslog at mellem 1.000 og 1.500 somaliske militsfolk og civile mistede livet i slaget, og at yderligere 3.000 – 4.000 blev såret. Bogen Black Hawk Down: A Story Of Modern War anslår at 700 militsfolk døde og over 1.000 blev såret. 18 amerikanske soldater mistede livet og 73 blev såret. En malaysisk soldat blev dræbt og syv såret, sammen med to pakistanske.

## Medier
- Bog: Black Hawk Down
- Film: Black Hawk Down

2°03′09″N 45°19′29″Ø / 2.0525°N 45.324722222222°Ø